# Quatrième circonscription législative d'Estonie

Localisation de la circonscription

La quatrième circonscription législative d'Estonie est une circonscription électorale de l'Estonie. Elle est composée de deux comtés d'Estonie (maakonnad) : le comté de Harju et le comté de Rapla. Elle est représentée par quatorze sièges au Riigikogu.

## Résultats

### Années 2020

#### 2023
| Parti                  | Parti                                         | Voix    | %     | +/-  | Sièges | +/-           | A.S.c. |
| ---------------------- | --------------------------------------------- | ------- | ----- | ---- | ------ | ------------- | ------ |
|                        | Parti de la réforme d'Estonie (ERE)           | 42 277  | 40,04 | 1,94 | 6      | 1             | +1     |
|                        | Parti populaire conservateur d'Estonie (EKRE) | 15 380  | 14,57 | 3,77 | 2      | 1             | +1     |
|                        | Estonie 200 (E200)                            | 14 423  | 13,66 | 9,62 | 2      | 2             | -      |
|                        | Parti du centre d'Estonie (EKE)               | 10 724  | 10,16 | 4,92 | 1      | 1             | -      |
|                        | Isamaa (IE)                                   | 8 796   | 8,33  | 2,80 | 1      | en stagnation | -      |
|                        | Parti social-démocrate (SDE)                  | 7 483   | 7,09  | 1,31 | 1      | en stagnation | -      |
|                        | La Droite (P)                                 | 3 544   | 3,36  | Nv.  | 0      | en stagnation | -      |
|                        | Parti de la gauche unie d'Estonie (EÜVP)      | 1 334   | 1,26  | 1,17 | 0      | en stagnation | -      |
|                        | Parti vert estonien (EER)                     | 747     | 0,71  | 1,15 | 0      | en stagnation | -      |
|                        | Indépendants (3)                              | 878     | 0,83  | -    | 0      | en stagnation |        |
|                        |                                               |         |       |      |        |               |        |
| Votes valides          | Votes valides                                 | 105 586 | 99,54 |      |        |               |        |
| Votes invalides        | Votes invalides                               | 489     | 0,46  |      |        |               |        |
| Total                  | Total                                         | 106 075 | 100   | -    | 13     | 1             | 2      |
| Abstentions            | Abstentions                                   | 45 155  | 29,86 |      |        |               |        |
| Inscrits/Participation | Inscrits/Participation                        | 151 230 | 70,14 |      |        |               |        |

| Parti | Parti | Députés |
| ----- | ----- | --- |
|       | ERE   | - Kaja Kallas - Marko Mihkelson - Mario Kadastik - Aivar Sõerd - Timo Suslov - Kristina Šmigun-Vähi - Mart Võrklaev (C) |
|       | EKRE  | - Siim Pohlak - Henn Põlluaas - Rene Kokk (C)                                                                           |
|       | E200  | - Lauri Hussar - Toomas Uibo                                                                                            |
|       | EKE   | - Jüri Ratas |
|       | IE    | - Urmas Reinsalu |
|       | SDE   | - Marina Kaljurand |

### Années 2010

#### 2019
| Parti                  | Parti                                         | Voix    | %     | +/-   | Sièges | +/-           | A.S.c. |
| ---------------------- | --------------------------------------------- | ------- | ----- | ----- | ------ | ------------- | ------ |
|                        | Parti de la réforme d'Estonie (ERE)           | 34 571  | 38,10 | 2,87  | 5      | en stagnation | -      |
|                        | Parti populaire conservateur d'Estonie (EKRE) | 16 638  | 18,34 | 10,31 | 3      | 2             | +1     |
|                        | Parti du centre d'Estonie (EKE)               | 13 681  | 15,08 | 0,96  | 2      | en stagnation | -      |
|                        | Isamaa (IE)                                   | 10 094  | 11,13 | 5,37  | 1      | 1             | -      |
|                        | Parti social-démocrate (SDE)                  | 7 621   | 8,40  | 4,02  | 1      | en stagnation | -      |
|                        | Estonie 200 (E200)                            | 3 669   | 4,04  | Nv.   | 0      | en stagnation |        |
|                        | Parti vert estonien (EER)                     | 1 686   | 1,86  | 0,91  | 0      | en stagnation |        |
|                        | Parti de la biodiversité (EE)                 | 1 443   | 1,59  | Nv.   | 0      | en stagnation |        |
|                        | Parti libre d'Estonie (EVA)                   | 1 078   | 1,19  | 10,44 | 0      | 1             |        |
|                        | Parti de la gauche unie d'Estonie (EÜVP)      | 83      | 0,09  | 0,31  | 0      | en stagnation |        |
|                        | Indépendants (3)                              | 165     | 0,18  | -     | 0      | en stagnation |        |
|                        |                                               |         |       |       |        |               |        |
| Votes valides          | Votes valides                                 | 90 729  | 99,47 |       |        |               |        |
| Votes invalides        | Votes invalides                               | 482     | 0,53  |       |        |               |        |
| Total                  | Total                                         | 91 211  | 100   | -     | 12     | en stagnation | 1      |
| Abstentions            | Abstentions                                   | 42 226  | 31,64 |       |        |               |        |
| Inscrits/Participation | Inscrits/Participation                        | 133 437 | 68,36 |       |        |               |        |

| Parti | Parti | Députés                                                                       |
| ----- | ----- | ----------------------------------------------------------------------------- |
|       | ERE   | - Kaja Kallas - Marko Mihkelson - Madis Milling - Kalle Palling - Aivar Sõerd |
|       | EKRE  | - Henn Põlluaas - Rene Kokk - Siim Pohlak - Paul Puustusmaa (C)               |
|       | EKE   | - Jüri Ratas - Vladimir Arhipov                                               |
|       | IE    | - Jüri Luik                                                                   |
|       | SDE   | - Marina Kaljurand                                                            |

#### 2015
| Parti                  | Parti                                         | Voix    | %     | +/-  | Sièges | +/-           | A.S.c. |
| ---------------------- | --------------------------------------------- | ------- | ----- | ---- | ------ | ------------- | ------ |
|                        | Parti de la réforme d'Estonie (ERE)           | 30 924  | 35,23 | 4,27 | 5      | en stagnation | +1     |
|                        | Union Pro Patria et Res Publica (IRL)         | 14 484  | 16,50 | 5,72 | 2      | 1             | -      |
|                        | Parti du centre d'Estonie (EKE)               | 12 397  | 14,12 | 1,30 | 2      | en stagnation | -      |
|                        | Parti social-démocrate (SDE)                  | 10 902  | 12,42 | 1,06 | 1      | 1             | +1     |
|                        | Parti libre d'Estonie (EVA)                   | 10 210  | 11,63 | Nv.  | 1      | 1             | -      |
|                        | Parti populaire conservateur d'Estonie (EKRE) | 7 050   | 8,03  | 6,94 | 1      | 1             | -      |
|                        | Parti vert estonien (EER)                     | 836     | 0,95  | 3,76 | 0      | en stagnation | -      |
|                        | Parti de la gauche unie estonienne (EUV)      | 351     | 0,40  | Nv.  | 0      | en stagnation | -      |
|                        | Parti de l'unité nationale (RÜE)              | 303     | 0,35  | Nv.  | 0      | en stagnation | -      |
|                        | Parti de l'indépendance estonienne (EIP)      | 133     | 0,15  | 0,14 | 0      | en stagnation | -      |
|                        | Indépendants (2)                              | 189     | 0,22  | -    | 0      | en stagnation |        |
|                        |                                               |         |       |      |        |               |        |
| Votes valides          | Votes valides                                 | 87 779  | 99,43 |      |        |               |        |
| Votes invalides        | Votes invalides                               | 500     | 0,57  |      |        |               |        |
| Total                  | Total                                         | 88 279  | 100   | -    | 12     | en stagnation | 2      |
| Abstentions            | Abstentions                                   | 40 789  | 31,60 |      |        |               |        |
| Inscrits/Participation | Inscrits/Participation                        | 129 068 | 68,40 |      |        |               |        |

| Parti | Parti | Députés                                                                                          |
| ----- | ----- | ------------------------------------------------------------------------------------------------ |
|       | ERE   | - Taavi Rõivas - Yoko Alender - Madis Milling - Kalle Palling - Aivar Sõerd - Laine Randjärv (C) |
|       | IRL   | - Marko Mihkelson - Juhan Parts                                                                  |
|       | EKE   | - Jüri Ratas - Vladimir Velman                                                                   |
|       | SDE   | - Sven Mikser - Urve Palo (C)                                                                    |
|       | EVA   | - Artur Talvik                                                                                   |
|       | EKRE  | - Henn Põlluaas                                                                                  |

#### 2011
| Parti                  | Parti                                          | Voix    | %     | +/-  | Sièges | +/-           | A.S.c. |
| ---------------------- | ---------------------------------------------- | ------- | ----- | ---- | ------ | ------------- | ------ |
|                        | Parti de la réforme d'Estonie (ERE)            | 34 469  | 39,50 | 1,44 | 5      | en stagnation | +1     |
|                        | Union Pro Patria et Res Publica (IRL)          | 19 389  | 22,22 | 2,75 | 3      | 1             | -      |
|                        | Parti social-démocrate (SDE)                   | 11 759  | 13,48 | 5,11 | 2      | 1             | -      |
|                        | Parti du centre d'Estonie (KESK)               | 11 184  | 12,82 | 3,80 | 2      | en stagnation | +1     |
|                        | Les Verts (EER)                                | 4 107   | 4,71  | 5,10 | 0      | 1             | -      |
|                        | Union populaire estonienne (ERL)               | 955     | 1,09  | 2,85 | 0      | en stagnation | -      |
|                        | Parti russe en Estonie (VEE)                   | 378     | 0,43  | 0,32 | 0      | en stagnation | -      |
|                        | Parti des démocrates-chrétiens estoniens (EKD) | 348     | 0,40  | 1,33 | 0      | en stagnation | -      |
|                        | Parti de l'indépendance estonienne (EIP)       | 257     | 0,29  | 0,04 | 0      | en stagnation | -      |
|                        | Indépendants (6)                               | 4 409   | 5,05  | -    | 0      | en stagnation |        |
|                        |                                                |         |       |      |        |               |        |
| Votes valides          | Votes valides                                  | 87 255  | 99,20 |      |        |               |        |
| Votes invalides        | Votes invalides                                | 702     | 0,80  |      |        |               |        |
| Total                  | Total                                          | 87 957  | 100   | -    | 12     | 1             | 2      |
| Abstentions            | Abstentions                                    | 42 313  | 32,48 |      |        |               |        |
| Inscrits/Participation | Inscrits/Participation                         | 130 270 | 67,52 |      |        |               |        |

| Parti | Parti | Députés                                                                                      |
| ----- | ----- | -------------------------------------------------------------------------------------------- |
|       | ERE   | - Andrus Ansip - Kaja Kallas - Aare Heinvee - Jüri Jaanson - Kalle Palling - Kalev Lillo (C) |
|       | IRL   | - Mart Laar - Marko Mihkelson - Reet Roos                                                    |
|       | SDE   | - Urve Palo - Karel Rüütli                                                                   |
|       | EKE   | - Mailis Reps - Aivar Riisalu - Vladimir Velman (C)                                          |